# Саики (княжество)

Мон рода Мори

Княжество Саики (яп. 佐伯藩 Саики-хан) — феодальное княжество (хан) в Японии периода Эдо (1601—1871). Саики-хан располагался в провинции Бунго (современная префектура Оита) на острове Кюсю.

## Краткая информация
- Административный центр: город Саики уезда Амабэ[1] (современный город Саики префектуры Оиты).

- Доход хана: 20.000 коку риса.

- Княжество управлялось родом Мори, который принадлежал к тодзама-даймё и имел статус правителя замка (城主). Главы рода имели право присутствовать в вербовом зале сёгуна.

- В 1871 году после административно-политической реформы Саики-хан был ликвидирован. Территория княжества была включена в состав префектуры Оита.

## Правители княжества
| №  | Имя и годы жизни          | Имя и годы жизни | Годы правления | Ранг, титул     | Примечания                                            |
| -- | ------------------------- | ---------------- | -------------- | --------------- | ----------------------------------------------------- |
| 1  | Мори Такамаса (1559—1628) | 毛利高政         | 1601-1628      | 従五位下 伊勢守 | Сын Мори Такацугу (1528—1591)                         |
| 2  | Мори Таканари (1603—1632) | 毛利高成         | 1628-1632      | 従五位下 摂津守 | Старший сын Мори Такамасы                             |
| 3  | Мори Таканао (1630—1664)  | 毛利高直         | 1633-1664      | 従五位下 伊勢守 | Старший сын Мори Таканари                             |
| 4  | Мори Такасигэ (1662—1682) | 毛利高重         | 1664-1682      | 従五位下 安房守 | Старший сын Мори Таканао                              |
| 5  | Мори Такахиса (1667—1716) | 毛利高久         | 1682-1699      | 従五位下 駿河守 | Четвертый сын Курусимы Митикиё                        |
| 6  | Мори Такаёси (1675—1743)  | 毛利高慶         | 1699-1742      | 従五位下 周防守 | Шестой сын Курусимы Митикиё, младший брат предыдущего |
| 7  | Мори Такаока (1728—1760)  | 毛利高丘         | 1742-1760      | 従五位下 周防守 | Старший сын Мори Такамити                             |
| 8  | Мори Такасуэ (1755—1801)  | 毛利高標         | 1760-1801      | 従五位下 伊勢守 | Второй сын Мори Такаоки                               |
| 9  | Мори Таканобу (1776—1829) | 毛利高誠         | 1801-1812      | 従五位下 美濃守 | Старший сын Мори Такасуэ                              |
| 10 | Мори Таканака (1795—1852) | 毛利高翰         | 1812-1832      | 従五位下 若狭守 | Старший сын Мори Таканобу                             |
| 11 | Мори Такаясу (1815—1869)  | 毛利高泰         | 1832-1862      | 従五位下 伊勢守 | Сын Мори Таканаки                                     |
| 12 | Мори Такаката (1840—1876) | 毛利高謙         | 1862-1871      | 従五位下 伊勢守 | Старший сын Мори Такаясу                              |